# Marcel Lalu
Marcel Lalu (Limoges, 24 marzo 1882 – Limoges, 3 maggio 1951) è stato un ginnasta francese.
Partecipò ai Giochi olimpici del 1900 di Parigi nella gara degli esercizi combinati dove si classificò ottavo con 275 punti. Prese parte alla gara degli esercizi combinati anche nei Giochi olimpici 1908 di Londra e nei Giochi olimpici 1912 di Stoccolma. In entrambe queste due ultime occasioni raggiunse il settimo posto.
Oltre alle esperienze olimpiche, Lalu partecipò ai Campionati mondiali di ginnastica artistica del 1905 di Bordeaux dove vinse quattro medaglie d'oro e una medaglia d'argento.

## Palmarès
| Anno | Manifestazione                              | Sede     | Evento                        | Risultato |
| ---- | ------------------------------------------- | -------- | ----------------------------- | --------- |
| 1905 | Campionati mondiali di ginnastica artistica | Bordeaux | Concorso generale a squadre   |           |
| 1905 | Campionati mondiali di ginnastica artistica | Bordeaux | Concorso generale individuale |           |
| 1905 | Campionati mondiali di ginnastica artistica | Bordeaux | Parallele simmetriche         |           |
| 1905 | Campionati mondiali di ginnastica artistica | Bordeaux | Sbarra                        |           |
| 1905 | Campionati mondiali di ginnastica artistica | Bordeaux | Cavallo                       |           |